# Federschnitt
Der Federschnitt, engl. Feather cut oder auch Chelsea cut, ist eine Kurzhaarfrisur, bei der die Haare „fedrig“ ausgedünnt oder auf dem ganzen Kopf kurz geschnitten und teilweise am Hinterkopf, am Pony  und vor den Ohren lang gelassen werden. 
Am Wirbel am oberen Hinterkopf werden die Haare am kürzesten geschnitten und von dort aus in alle Richtungen gestuft immer länger. 
An Stirn, Schläfe und im Nacken sind die Haare am längsten, und werden je nach Haardicke noch ausgedünnt, um den fedrigen Effekt zu erzielen. Die Ohren bleiben frei.
Der Feather Cut stammt aus den 1960er Jahren und wurde damals von schwarzen Motown-Sängerinnen in einer sehr kurzen Version populär gemacht.

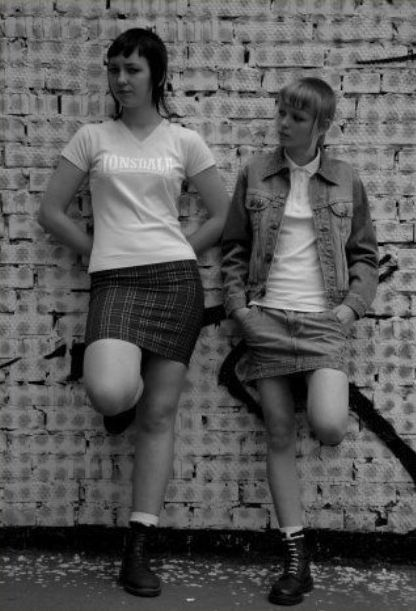
Skingirls „Renees“ mit Feather cut
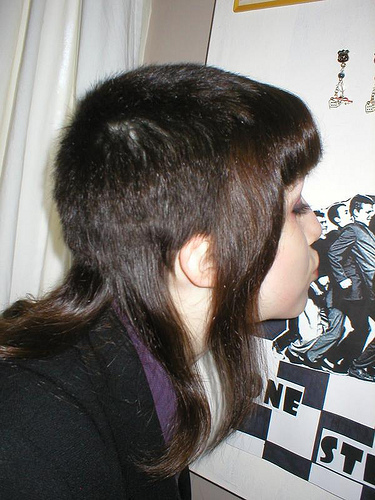
Skingirl mit klassischem Feather cut